# Roony Bardghji
Roony Bardghji (arab nyelven: روني بردغجي; magyaros átírással: Rúni Bardgdzsi, Kuvaitváros, 2005. november 15. –) kuvaiti  származású svéd utánpótlás-válogatott labdarúgó, az FC Barcelona játékosa.

## Pályafutása

### Klubcsapatokban

#### København
2012-ben hat éves korában a családjával érkezett Svédországba, itteni kisebb klubok, mint a Kallinge SK, a Rödeby AIF, valamint a Malmö FF akadémiáin pallérozódott, mielőtt 2020-ban Dániába, az København csapatának akadémiájára került.
2021. november 21-én, 16 évesen és 6 naposan debütált a dán élvonalban, megdöntve ezzel Kenneth Zohore vonatkozó rekordját, és a liga történetének legfiatalabb játékosa lett. Hét nappal később, az AaB Fodbold ellen 3–1-re megnyert mérkőzésen megszerezte első bajnoki találatát is.
2022. október 25-én a Bajnokok Ligájában is bemutatkozhatott egy Sevilla ellen 3–0-ra elvesztett csoportmérkőzésen. 2023. január 7-én meghosszabbította szerződését a koppenhágai csapattal 2025 decemberéig.
2023. november 8-án a Manchester United ellen megszerezte első Bajnokok Ligája-gólját is. Csapata ezzel a 87. percben szerzett góllal 4–3-ra legyőzte nagynevű ellenfelét.
2024 májusában egy edzésen súlyos térdsérülést szenvedett, az orvosok 9-12 hónapos kihagyást jósoltak a számára. 2025. március 31-én tért vissza a pályára, csereként beállva a Randers elleni 1–0-s győzelem során, 334 napos kihagyást követően.

#### FC Barcelona
2025. július 14-én az FC Barcelona hivatalosan is bejelentette Bardghji szerződtetését, aki 2029 nyaráig szóló szerződést írt alá a katalán csapathoz.

### A válogatottban
Kuvaitban élő szír család leszármazottja, ennek ellenére a svéd utánpótlás-válogatottakban játszott, miután hat éves korában családja Svédországba vándorolt. A svéd U21-es csapatban 2022-ben, 16 évesen hívták meg először. 2022. június 2-án a Luxemburg ellen 3–0-ra megnyert Európa-bajnoki selejtezőn a 73. percben csereként állt be, ezzel pedig 16 évesen és 199 naposan megdöntötte Alexander Isak vonatkozó korrekordját.

## Díjak és elismerések
København
- Superliga: 2021–2022,[14] 2022–2023,[15] 2024–2025[16]
- Dán labdarúgókupa: 2022–2023,[17] 2024–2025[18]

Egyéni
- Superliga – A hónap csapata: 2023. augusztus,[19] 2023. szeptember[20]